# Rise of Nations: Rise of Legends
Rise of Nations: Rise of Legends è un videogioco strategico in tempo reale per personal computer realizzato dalla Big Huge Games e pubblicato dalla Microsoft. È il sequel naturale del famoso gioco di strategia Rise of Nations distribuito nel maggio 2003. Più che un gioco storico, come il suo predecessore, esso ha un'ambientazione fantastica dove tre civiltà (una basata sulla tecnologia, una basata sulla magia e una civiltà ibrida che usa sia la prima sia la seconda) si affrontano per accaparrarsi il pianeta su cui si trovano. Il gioco è stato distribuito il 9 maggio 2006 nell'Nord America e il 26 dello stesso mese nel resto del mondo.
Il gioco presenta una grafica migliore e più veritiera rispetta al suo predecessore, dando luogo a uno svolgersi del gioco molto fluido e realistico. Il motore fisico utilizzato sfrutta la AGEIA PhysX.

## Caratteristiche di gioco
Rise of Legends recupera molti elementi dal suo predecessore Rise of Nations come i confini nazionali, il danno d'attrizione alle unità nel territorio nemico e l'inesauribilità delle risorse, e al contempo presenta diverse novità che lo differenziano da esso, tra cui la presenza di sole tre civiltà molto distinte tra loro (contro le ben 18 di RoN), tre eroi per ognuna di esse e due sole risorse di base, l'Oro e il Timonio, una nuova e misteriosa risorsa che sostituisce il legname e il metallo (anche se i Cuotl usano l'Energia al posto dell'Oro).
Il mondo del gioco è ambientato in un pianeta chiamato Aio, dominato da tre civiltà.
Vinci
Sono una civiltà tecnologica dall'aspetto steampunk, il cui stile architettonico e militare ricalca molto i progetti dell'artista e inventore Leonardo da Vinci. Questa civiltà usufruisce della potenza della tecnologia per costruire macchine sempre più potenti e complesse man mano che si va avanti, e sfrutta il Timonio e il denaro che è possibile accumulare con il commercio. Il leader di questa civiltà è Giacomo, inventore di Miana, che dona loro una gran varietà di invenzioni da usare in battaglia; suo avversario principale è il Doge di Venucci, che ha creato un enorme cannone chiamato il "Martello del Doge", in grado di devastare intere città, ed è il responsabile della morte di Petruzzo, fratello di Giacomo e Signore di Miana. Il potere nazionale dei Vinci è la Devastazione Industriale, che tramite enormi trivelle da sottoterra danneggiano l'intera area colpita (che diventa sempre più grande con la ricerca), scaraventando unità più piccole e impedendo per breve tempo la costruzione delle risorse. I Vinci usufruiscono anche dei Punti Prototipo, ottenibili tramite i distretti industriali; li si possono spendere per una struttura specializzata, l'Industria di prototipi, dove per ogni punto è possibile scegliere una fra tre tecnologie per aggiornare le unità, ottenere unità uniche non ottenibili in altri modi o incrementare gli intrioti in Timonio. In seguito, è possibile ricevere a scelta una tantum di Oro, una miglior produzione di unità o una potente unità gratuita.
Alin
Questa civiltà è basata sulle mitologie dell'Arabia e del Medio Oriente, e vive nel deserto di Kalah, vicino alla capitale di Azar Harif, dove dimorano il Re e la figlia Arri, maestra della magia del fuoco. Gran parte dei territori degli Alin sono corrotti dal Vetro Oscuro, un potente elemento magico creato da un djinni chiamato Sawu quando venne in contatto con un oggetto mistico (rivelatosi un pezzo della tecnologia dei Cuotl) e ne fu portato alla follia; per contenere questa corruzione, Sawu fu imprigionato nella città di Mezekesh, poi sepolta nelle sabbie del deserto, ma la corruzione proseguì lo stesso, con vari periodi del Terrore Oscuro durante i quali creature ostili di Vetro Oscuro attaccavano senza pietà gli Alin (e li attaccano ancora oggi). Gli Alin sfruttano le loro arti magiche per evocare draghi o titani dall'incredibile potenza e dimensione, e come i Vinci utilizzano il Timonio e la ricchezza per costruire le basi del loro impero e del loro esercito. Il loro esercito si basa su tre elementi, ovvero la Sabbia, il Fuoco e il Vetro. Il loro potere nazionale è l'Evoca Esercito, capace di creare all'istante un esercito temporaneo, la cui grandezza e potenza varia a seconda del livello del sentiero di ricerca Evocazione. Le strutture Alin possono anche essere costruite in territorio nemico (ma al doppio del prezzo).
Cuotl
Questo popolo conosce bene sia la magia sia la tecnologia, rendendosi una sorta di ibrido tra le altre due civiltà ma in stile civiltà maya, con tanto di misto tra pietra e metallo, e sebbene gran parte della sua cultura sia formata dagli umani indigeni soggiogati, questa razza è in realtà comandata da una civiltà aliena, che i loro sudditi considerano divinità. Quattro esseri Cuotl, in possesso di una tecnologia molto avanzata indistinguibile dalla magia, si installarono tra le tribù delle foreste pluviali di Aio; i loro nomi furono Ix, Dio della Luna, Xil, Dio del Sole, Shok, Dea della Tempesta, e Czin, Dio della Morte. Gran parte delle unità e delle strutture dei Cuotl possiedono scudi energetici o dispositivi d'invisibilità. Questa civiltà è inoltre logisticamente diversa dalle altre due, in quanto, invece di accumulare Oro tramite le carovane, raccoglie Energia tramite i distretti Reattore, e la usa per creare edifici e usare i poteri degli eroi/dei; del pari, invece di acquistare siti neutrali usando l'Oro, i Cuotl spendono Timonio per "soggiogarlo" (a costi più alti rispetto al metodo di acquisto dei Vinci e degli Alin). Il potere nazionale dei Cuotl è il Fulmine Stellare, e consiste in un'aureola di luce intensa che danneggia tutte le unità e strutture nemiche nel suo raggio; il suo potere, raggio e durata aumentano tramite il percorso ricerca Potenza Divina, ma la particolarità è che la si può anche muovere tramite il mouse, rendendosi utile per la ricognizione.

### Distretti cittadini ed edifici
Al contrario di molti RTS, nei quali il giocatore inizia in un centro città e si espande da lì, Rise of Legends concede al giocatore un centro cittadino ma aggiunge una seconda classe di edifici, ovvero i Distretti. Nel gioco sono presenti cinque tipi di distretti, che si differenziano tra le tre razze, ma tutti servono soprattutto allo scopo di incrementare le dimensioni della città e a offrire benefici esclusivi. Tra gli altri edifici vi sono le industrie e strutture difensive standard, oltre che a strutture uniche per ogni civiltà.
- Esercito: incrementa la capacità di popolazione per il giocatore, e si aggiunge alla forza difensiva della città ospite. Ogni distretto militare dona anche un'unità di fanteria gratuita per il giocatore, più una aggiuntiva per ogni aggiornamento del palazzo.
- Commercio: si usa per incrementare il limite di carovane, la capacità di raccolta risorse (entrambe per il giocatore) e il limite di introiti commerciali per la città. È disponibile solo per i Vinci e gli Alin, mentre i Cuotl utilizzano un distretto Reattore che nega il bisogno di carovane, aggiungendo "Oro" direttamente alle casse del giocatore a seconda del numero totale di distretti reattori e di siti neutrali posseduti.
- Palazzo: si usa per espandere la città, con effetti positivi su tutti i distretti costruiti in precedenza. È anche il distretto più costoso, in quanto costa di base 250 Timonio (o 150 Energia e Timonio per i Cuotl), mentre i distretti precedenti costano 75. È possibile costruire questo distretto solo se la città possiede minimo tre distretti diversi da esso. Una Città con almeno tre distretti diventa una Grande Città grazie a questo distretto, e una Grande Città con almeno sei distretti (più un settimo, quello Palazzo, necessario per l'aggiornamento precedente) diventa una Metropoli. Oltre ai già menzionati benefici dei distretti coinvolti della Città, aggiornare una Città o una Grande Città al grado successivo consente di reclutare unità più potenti e ricercare abilità più avanzate.
- Magus: disponibile solo per gli Alin, si usa per ricercare nuove tecnologie.
- Industria: disponibile solo per i Vinci, può sbloccare aggiornamenti speciali e incrementa la velocità di costruzione.

### Unità maestre
Sono unità enormi (a confronto con le unità standard) e quindi estremamente potenti. Un giocatore può possedere soltanto un'Unità Maestra alla volta, ognuna con le proprie abilità, ed ognuna ugualmente efficace contro fanteria, unità di grandi dimensioni o strutture. Si sbloccano solo con una Città Maggiore, e richiedono enormi quantità di risorse.
- I Vinci controllano il Leviatano di Terra, che può diventare il Re Leviatano.
- Gli Alin controllano il Drago di Vetro, che può diventare il Drago di Vetro Anziano.
- I Cuotl controllano la Città della Vendetta, che può diventare la Grande Città della Vendetta.

Le altre Unità Maestre (il Golem di Vetro Anziano, il Gorilla della Luna e il Capo Cercatore) si possono creare rispettivamente dalla Tana di Vetro, dal Nucleo Lunare e dal Ferrivecchi, tutti siti neutrali.
- Il Golem di Vetro Anziano è un'enorme bestia che ricorda il Golem di Vetro degli Alin, ma assai più grande. Non ha attacchi a distanza, e possiede lo stesso numero di punti mana come quello di un eroe degli Alin. Quando ucciso, si divide in due Golem di Vetro Adulti.
- Il Gorilla della Luna è un gigante al confronto dell'Idolo del Sole Cuotl, con un potente attacco e una grande abilità d'assedio, oltre che a un forte attacco aereo e una carica devastante.
- Il Capo Cercatore agisce come il Leviatano di terra.

Vi è anche un'altra Unità Maestra disponibile in qualche altra mappa, ovvero Ix il Dio Luna, la quarta divinità Cuotl, che si crea nel Tempio della Luna.

### Unità eroiche
Ogni civiltà ha il proprio insieme di unità eroiche, generalmente più forti, veloci e potenti delle unità normali, oltre che ad avere il proprio albero abilità, che permette nuove e/o migliori abilità. Per la maggior parte, questi poteri agiscono come magie e si attivano durante il gioco, ma esistono anche poteri passivi. Gli eroi, richiamabili nel gioco al costo di risorse (che variano per eroe), possono anche salire di livello (a varie condizioni) e incrementare le loro statistiche. È possibile possedere più di un eroe alla volta, e nel caso un eroe cada in battaglia può essere richiamato dopo un po' di tempo. Gli eroi giocano un ruolo assai più grande nelle campagne a giocatore singolo (nelle quali si aggiungono anche altri eroi non inclusi nelle partite normali).

## Campagna
La campagna a giocatore singolo è divisa in tre campagne, ognuna per le tre civiltà nel gioco, anche se il "personaggio" controllato dal giocatore è principalmente Giacomo, eroe dei Vinci, il cui aspetto ed esercito variano a seconda della campagna in corso. Ogni campagna presenta il giocatore in una grande mappa del mondo di Aio, divisa in molte sezioni cittadine (simile al gioco da tavolo Risiko!, e in pratica come l'originale Rise of Nations). Come nei Total War, le campagne presentano due segmenti, ovvero la gestione della mappa strategica e gli scenari individuali.

### Mappa strategica
Come detto prima, la mappa strategica, che rappresenta l'attuale regione coperta dalla campagna in corso, è divisa in sezione più piccole, ognuna rappresentante uno scenario da giocare. Queste sezioni sono anche colorate, indicanti quale razza (campagna degli Alin) o armata (campagne dei Vinci e dei Cuotl) ne detiene il controllo. L'esercito controllato dal giocatore è rappresentato da un avatar di Giacomo, così come quelli nemici sono rappresentati da un avatar di ognuno dei loro eroi, come ad esempio il Doge.
Ogni sezione della regione contiene una città capitale, che, in modo simile alle città nelle partite standard, può essere aggiornata con quattro diversi distretti (Esercito, Commercio/Reattore, Industriale/Magico e Palazzo), e permettono la gestione di quattro risorse cruciali: Ricerca, Esercito, Ricchezza ed Eroe.
- I punti Ricerca permettono al giocatore di aggiornare le abilità delle unità. Ogni città genera un punto ricerca al turno dopo aver ricevuto il suo distretto Ricerca/Magia. I Vinci usano punti ricerca per aggiornare unità in versioni più potenti, mentre gli Alin li usano per migliorare le varie statistiche per tutto l'esercito o per un solo tipo di unità.
- I punti Esercito si usano per espandere l'esercito iniziale in ogni livello. I distretti Esercito generano un punto Esercito al turno, a cominciare dal turno nel quale sono stati costruiti, e consentono di difendersi dagli eserciti nemici. Inoltre, le città con distretti Esercito possono mandare rinforzi gratuiti quando si gioca su un territorio adiacente.
- I punti Ricchezza permettono al giocatore di aggiungere altri distretti alle sue città nella mappa strategica. Il costo di ogni aggiornamento cittadino aumenta progressivamente in punti Ricchezza. È possibile aggiungere distretti Commercio alle città, generando così un punto Ricchezza per turno, a cominciare dal turno in cui sono stati costruiti. Inoltre, le città con un distretto Commercio possono mandare carovane gratuite alla città del giocatore quando si gioca su un territorio adiacente.
- I punti Eroe permettono appunto di migliorare i poteri e le abilità degli eroi. Non possono essere generati dalle città, ma sono invece ricompensati quando si completa un livello.

In modo simile alle città nelle partite standard, le capitali sulla mappa strategica possono aggiornarsi con i distretti Palazzo quando essa contiene tre e poi sei altri distretti. I distretti Palazzo donano un punto Ricerca, Esercito e Ricchezza per turno.
Il giocatore può avere accesso alla mappa strategica dopo ogni scenario (che occupa un "turno"). Dopo ogni turno, si ricevono nuove risorse (se disponibili), e gli eserciti nemici possono muoversi o attaccare sezioni (comprese quelle sotto il controllo del giocatore). A ogni turno che un esercito nemico attacca un territorio, esso perde uno dei suoi distretti militari, e viene occupato quando li perde tutti. Intanto, il giocatore può scegliere in quale sezione può muovere il proprio esercito (iniziando quindi il relativo scenario), e vi è spesso più di una scelta da compiere; ciò include anche i territori amici adiacenti. Se però il giocatore compie due mosse senza iniziare uno scenario, tutte le armate nemiche riceveranno un turno, e il giocatore non riceverà introiti.
Per sconfiggere definitivamente un esercito nemico, il giocatore deve conquistare il suo ultimo territorio o quello dove si trova la sua capitale (sconfiggere un esercito nemico in un territorio diverso dalla capitale ne causerà la ritirata). In ogni caso, iniziare uno scenario in un territorio occupato da un esercito nemico farà entrare entrambi gli eserciti (e i loro relativi eroi) in battaglia.
Per completare una campagna, non serve occupare tutti i territori sulla mappa, ma soltanto quelli contrassegnati con un calice d'oro (ovvero quelli chiave).

### Scenari
Ogni campagna si divide in numerosi scenari diversi, ovvero livelli a se stanti, che in genere si dividono in due tipi:
- In alcuni scenari, il completamento è necessario per proseguire nella trama. In essi si trova una serie di obiettivi principali (catturare edifici, salvare prigionieri o distruggere roccaforti) e secondari (che in caso di completamento concedono al giocatore risorse oltre che unità e/o strutture speciali). In essi spesso sono presenti almeno due fazioni, che siano alleate o nemiche del giocatore.
- In molti altri, lo scenario consiste in una battaglia contro un'unica fazione ostile, e il solo obiettivo è quello di catturare tutte le città (la presa della capitale equivale a una vittoria automatica). Generalmente ogni campagna presenta un paio di mappe di questo tipo, che invero sono ambientate in territori diversi sulla mappa strategica. Recuperare un territorio catturato dal nemico sulla mappa strategica sul quale lo scenario è già stato completato attiverà sempre questo tipo di livello.

Alla fine di ogni livello, si viene ricompensato con un certo numero di punti Eroe per aggiornare i propri eroi. A ogni scenario è inoltre assegnata una certa quantità di aggiornamenti supplementari sulla mappa strategica, tra i quali poteri speciali usati in scenari futuri (ogni campagna ne possiede otto), eserciti supplementari, o una tantum di punti Militari/Ricerca/Ricchezza da usare su un territorio in proprio possesso sulla mappa strategica.

## Trama della campagna
Molti anni fa, un'astronave aliena atterrò nel pianeta Aio (dove è ambientato il gioco) e si spezzò in quattro parti, ognuna delle quali cadde in una regione diversa.
Il gioco inizia con Lord Petruzzo Giamba, signore della città Vinci di Miana, che guida una spedizione insieme a suo fratello Giacomo e al generale Carlini; i tre hanno appena recuperato un oggetto da una miniera, che sembrerebbe aver infettato vari minatori. Durante il viaggio di ritorno a Miana, vengono però attaccati dal Doge Alessandro di Venucci, uno spietato signore della guerra, che usa un misterioso dispositivo per provocare una frana: Petruzzo si sacrifica per salvare Giacomo, il quale giura vendetta contro il Doge.
Lungo la strada, l'esercito di Giacomo aiuta la terra di Corsara a liberarsi dall'assedio dei Venucci, e come conseguenza il loro leader Lenora si unisce a Giacomo; in seguito, il giovane libera dei prigionieri di Venucci, dai quali scopre che il Doge ha ottenuto l'accesso a una tecnologia sconosciuta. Giacomo allora assedia e distrugge Venucci usando il Martello del Doge, un'arma che quest'ultimo voleva usare per Miana, la città natale di Giacomo; insospettito dall'assenza del Doge durante l'assedio di Venucci, scopre però che questi ha approfittato del furore della battaglia per portare un altro Martello, quello vero. Quando torna a Miana, Giacomo vede la città distrutta.
Fuori di sé dalla rabbia e dalla vendetta, Giacomo insegue il Doge fino al Deserto di Aulin, ma lì lui e il suo esercito vengono attaccati da Marwan, un Alin oscuro. A salvarli è Arri, amica di Giacomo, che la porta da suo padre, il re degli Alin. Questi si limita a dargli soggiorno, ma non gli concede aiuto militare, in quanto la situazione è impossibile anche per gli Alin rimasti immacolati dalla corruzione che rende abietta la maggior parte del regno; gli racconta infatti la storia di Sawu, un djinni che fu corrotto e portato alla follia da un talismano caduto dal cielo e iniziò dunque a corrompere il regno degli Alin con una sostanza chiamata Vetro Oscuro, prima di venire sigillato nella città di Mezekesh. Giacomo abbandona il re per rompere il sigillo e fermare Sawu a qualunque mezzo, accompagnato da Arri, mentre Lenora ritorna a Corsara per preparare il suo esercito. Passo dopo passo, Giacomo sconfigge gli Alin oscuri e arriva a battere Sawu in persona; la sconfitta del djinni lo rinsavisce dalla follia secolare che lo aveva corrotto. In quel momento, il Doge sopraggiunge a prendersi il talismano che provocò la follia del djinni; con l'aiuto delle armate di Corsara, Giacomo strappa dalla mano del doge il talismano e sabota la sua macchina da guerra, provocando un'esplosione che uccide il tiranno. Il talismano viene però preso da una nave aliena, insieme all'artefatto che il Doge usò all'inizio del gioco.
Desideroso di saperne di più su questi "alieni", Giacomo viaggia nella Foresta Pluviale dei Cuotl, dove sembra che siano stati avvistati da quelle parti. Arrivato lì, vi trova Ix, il Dio Luna, uno dei Falsi Dei che dominano i Cuotl e che stanno cercando un oggetto come quelli prima presi, rivelatisi i pezzi della tecnologia Cuotl. Giacomo si batte con Ix, che viene sconfitto solo con l'intervento di Carlini, ma in seguito interviene Czin, Dio della Morte, anch'esso alla ricerca del dispositivo. Giacomo tenta di fermarlo, ma viene gravemente ferito a seguito dell'esplosione del dispositivo; nel tentativo di salvarlo, Carlini sfida Czin, il quale lo elimina senza difficoltà.
Giacomo ha però anche ricevuto dei nuovi poteri dall'esplosione, che ne ha alterato il corpo e la mente. Trascorso un po' di tempo, durante il quale Giacomo costruisce una tuta robotica che imita gli stessi poteri di Ix, questi si unisce a Kakoolha, leader retto dei Cuotl, nel suo assalto agli altri Falsi Dei dei Cuotl. Quando l'esercito di Giacomo raggiunge la capitale del regno di Czin, questi scopre che il Dio della Morte sta preparando un'enorme macchina che "parlerà con le stelle" e porterà l'apocalisse. Giacomo affronta e distrugge Czin dentro la macchina, e sovraccarica poi il marchingegno mentre si trova ancora al suo interno, sacrificando così la sua vita per distruggere l'intera struttura, salvare il mondo e annientare i Falsi Dei.
Tempo dopo, le città-stato dei Vinci erigono monumenti in onore di Giacomo, e Lenora si incarica di unire tutte le città-stato sotto un unico stendardo, anche se i suoi compatrioti non ne sembrano entusiasti, essendo essi fieri della loro indipendenza. Arri abbandona i suoi amici per viaggiare intorno al mondo, esiliata dal re suo padre per aver aiutato Giacomo. Ma intanto gli Alin, liberi dalla follia di Sawu e dal suo Vetro Oscuro, si trovano davanti a loro l'opportunità di recuperare i fasti perduti, forse anche a scapito dei Vinci e dei Cuotl, ora in subbuglio. Gli stessi Cuotl, sotto la guida di Kakhoola e liberi dai Falsi Dei, si stanno adattando alla tecnologia da loro regalata: se alcuni vogliono condannare questo potere, altri lo considerano invece un segno di unità e forza, e altri ancora sono convinti che gli dei, falsi o meno, torneranno.

## Doppiaggio
| Personaggio | Voce originale  | Voce italiana     |
| ----------- | --------------- | ----------------- |
| Giacomo     | ?               | Roger Mantovani   |
| Petruzzo    | ?               | Diego Sabre       |
| Carlini     | Rick Pasqualone | Stefano Albertini |
| Doge        | Steven Barr     | ?                 |
| Lenora      | Kate Connor     | ?                 |

## Accoglienza
| Testata                          | Giudizio     |
| -------------------------------- | ------------ |
| Metacritic (media al 30-01-2020) | 84/100       |
| CGW                              | (favorevole) |
| Edge                             | 8/10         |
| Eurogamer                        | 8/10         |
| Game Informer                    | 9.5/10       |
| Game Revolution                  | B            |
| GameSpy                          | [ 7 ]        |
| GameSpot                         | 7.6/10       |
| GameTrailers                     | 8/10         |
| GameZone                         | 9.1/10       |
| IGN                              | 8.2/10       |
| PC Gamer                         | 89%          |
| The Sydney Morning Herald        | [ 13 ]       |

Rise of Legends ha ricevuto voti generalmente favorevoli stando alle recensioni aggregate su Metacritic.
Gli editori di Computer Games Magazine lo hanno presentato nei premi "Miglior Direzione Artistica" ("Best Art Direction") e "Miglior Interfaccia" ("Best Interface"), e piazzato al nono posto tra i migliori giochi di sempre dell'anno. Da loro è chiamato "un gingillo stranamente assorbente il cui vero bagliore si rivela solo gradualmente all'occhio del paziente."
- Game Informer: PC Game of the Month (Numero 159)[5]
- Voodoo Extreme: The Best Game No One Else Liked[15]
- GameSpy: Special Achievement in Art Direction[16]

Nonostante sia stato accolto bene dalla critica e dal pubblico, il gioco ha però venduto solo un terzo rispetto al predecessore Rise of Nations.